# Paseo de la Castellana

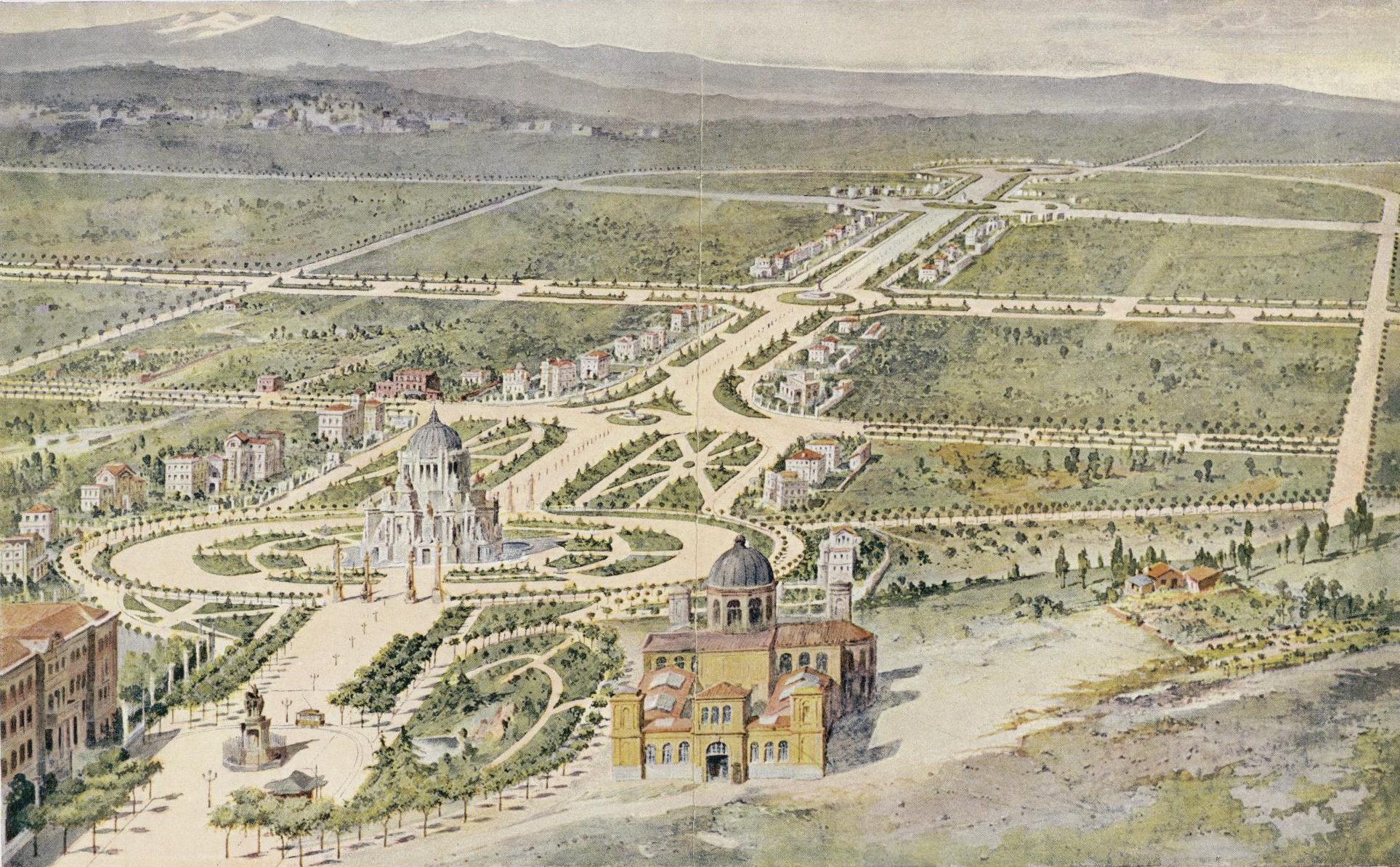
Schets van de plannen van de verlenging van de Paseo de la Castellana in noordelijke richting uit 1916 naar de hand van Pedro Núñez Granes

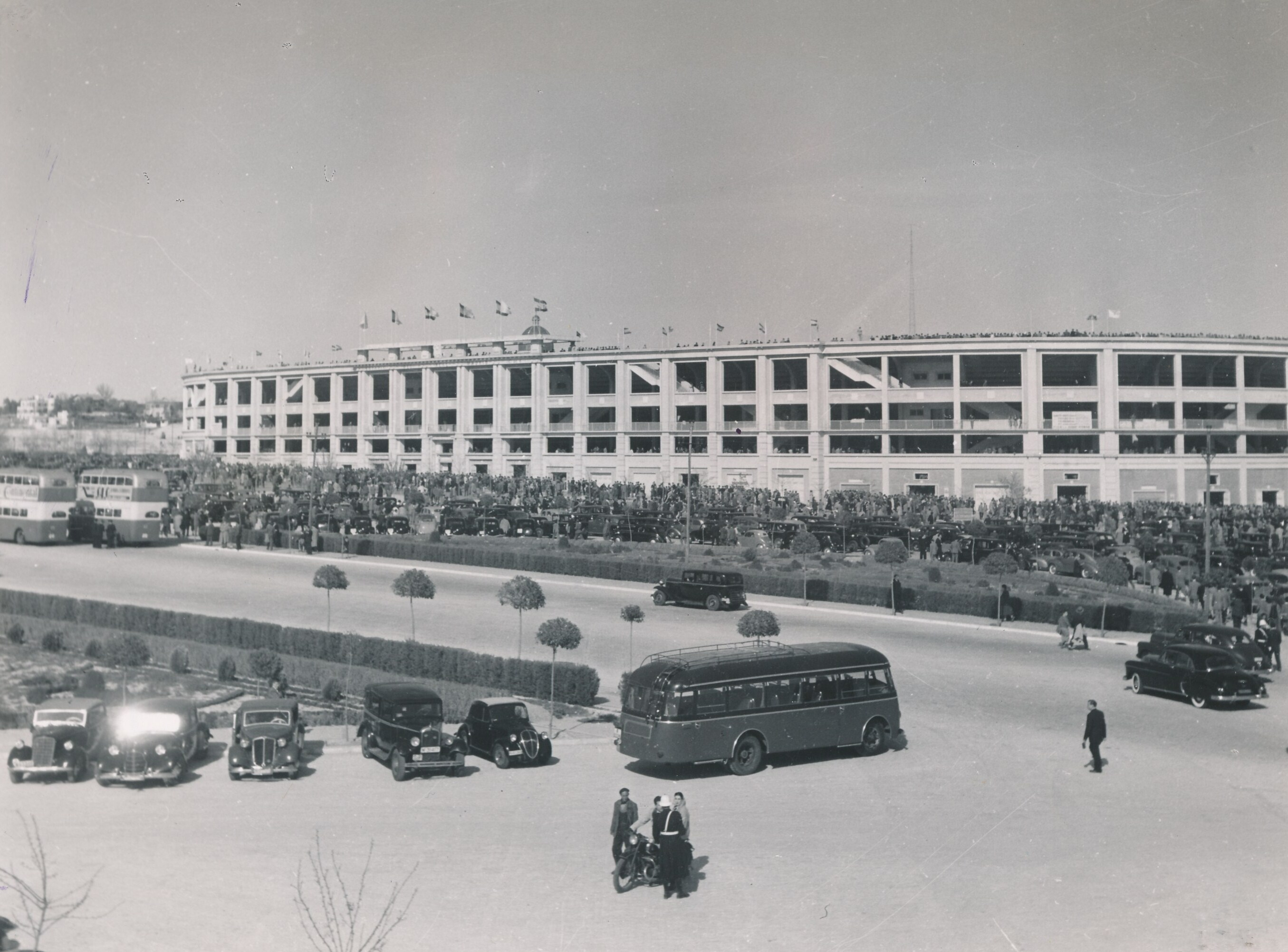
Het Santiago Bernabéu Stadion (Estadion de Chamartín) in de vroege jaren 1950

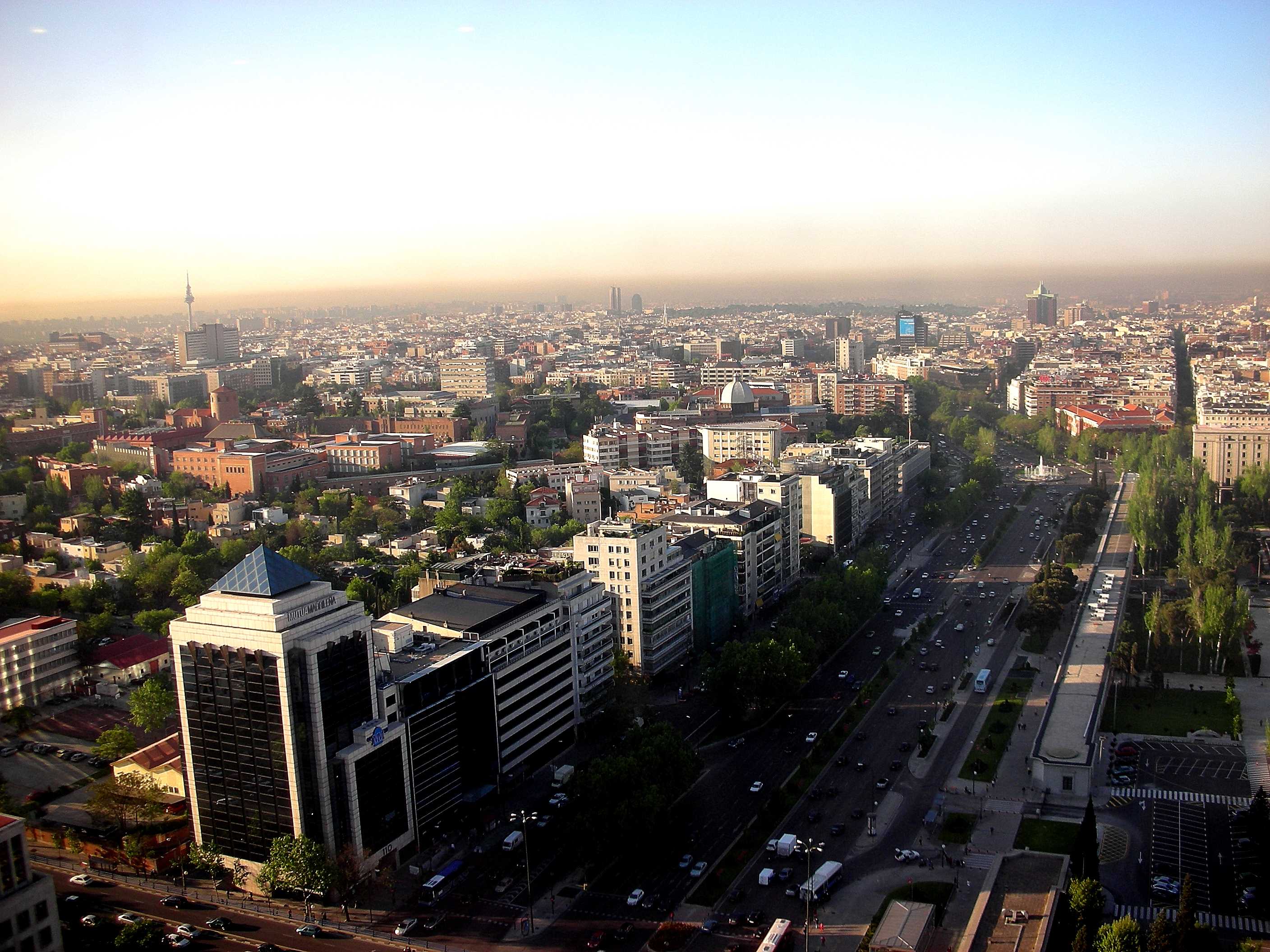
Zicht vanuit AZCA langs Paseo de la Castellana in zuidelijke richting

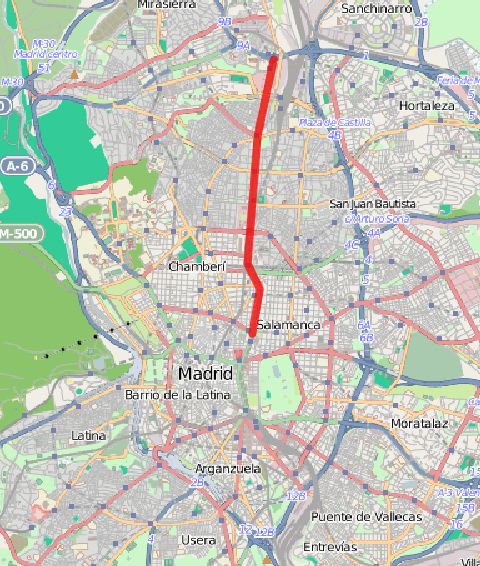
Stratenplan met La Castellana in rood

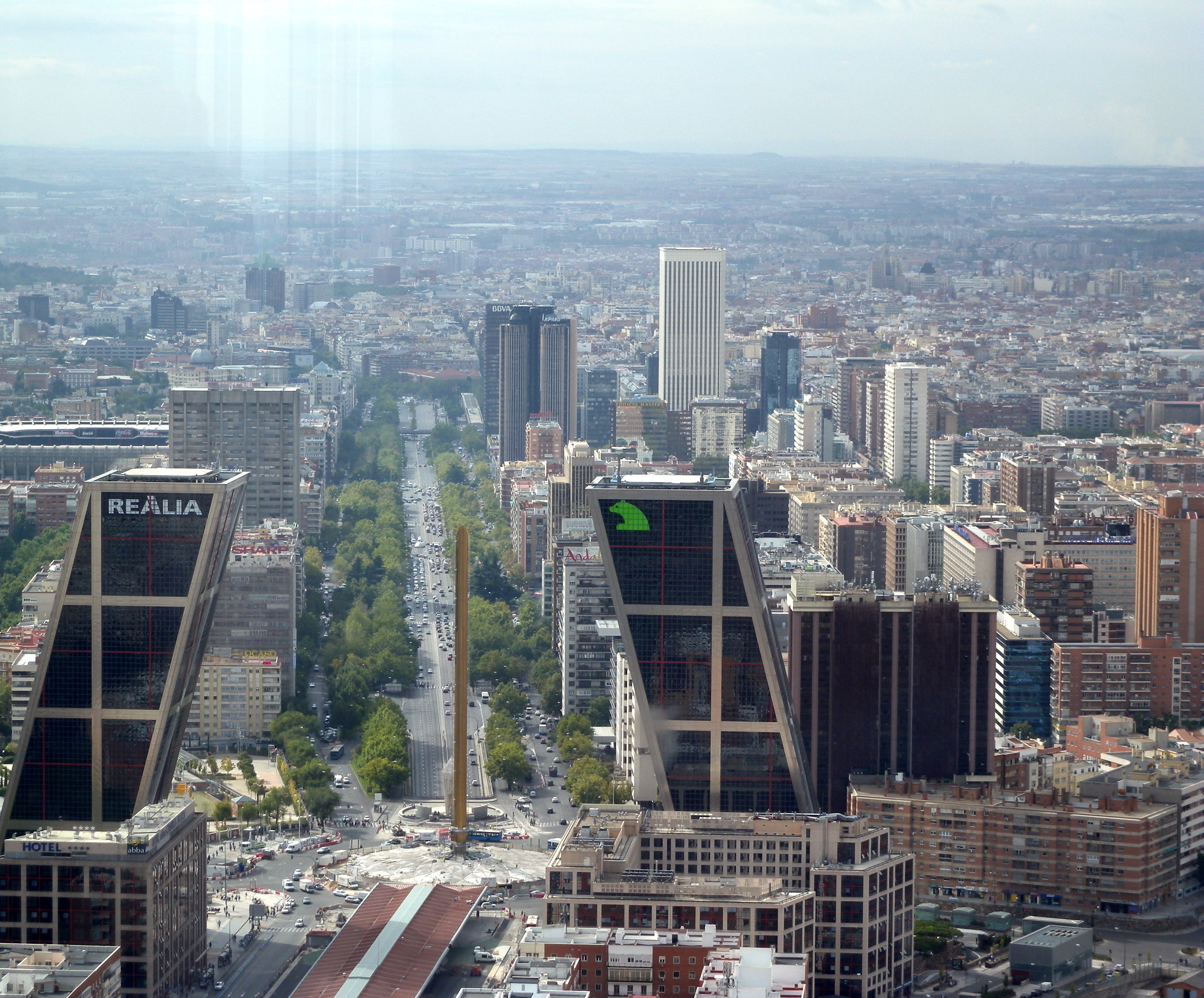
Plaza de Castilla en La Castellana

De Paseo de la Castellana, gekend als La Castellana, is een 6,3 km lange, zeer brede laan in de Spaanse hoofdstad Madrid. La Castellana is een verkeersas, die in het zuiden verlengd door de Paseo de Recoletos en de Paseo del Prado de stad dwarst van zuid naar noord.

## Geschiedenis en beschrijving
Op een gedeelte van het traject van de huidige laan, was een thalweg waarlangs een beekje, de Arroyo de la Castellana zuidwaarts stroomde naar de monding in de Abroñigal. De Fuente Castellana, de belangrijkste bron van de Arroyo de la Castellana en volgens Cervantes in de 16e eeuw een bron met "extreem koud water", bevond zich in de buurt van het huidige plaza de Emilio Castelar.
De beek, voorheen gebruikt als open riool, werd in 1807 gekanaliseerd. Het zuidelijkst deel van de huidige straat (van Plaza de Colón tot Plaza de Emilio Castelar) werd gebouwd op de westelijke (rechter)oever van de beek. De aanleg begon in het begin van 1833, en de straat werd ingehuldigd in oktober 1833. De voorziene naam Paseo de las Delicias de la Princesa werd na de troonsbestijging en voor de inhuldiging van de straat Paseo de las Delicias de Isabel II, naar de voormalige prinses en toen koningin Isabella II. In de volksmond stond de straat evenwel direct bekend als de Paseo de la Fuente Castellana. De aanplanting van bomen langs de straat, en de creatie van een laan, volgde tussen 1850 en 1875. De Paseo de la Castellana lag toen nog in recreatiegebied buiten de Villa de Madrid, buiten de door Filips IV in 1625 gebouwde stadsomwalling die tolheffing toeliet, en die pas in 1868 werd afgebroken. Doorheen de tijd, en met de uitbreiding verder naar het noorden van de laan, werd de laan een belangrijke as in het stadsweefsel en groeide zelfs uit tot een van de belangrijkste straten van de stad, die ook de groei ten noorden van het stadscentrum organiseerde. In 1911 veranderde de straatnaam naar Avenida de la Libertad.
In de jaren dertig van de 20e eeuw, tijdens de Tweede Republiek, gaven de toenmalige minister van openbare werken Indalecio Prieto en architect en urbanist Secundino Zuazo de nodige impuls voor de uitbreiding van de straat naar het noorden, gekoppeld aan het project van Nuevos Ministerios, het overheidscomplex van de nieuwe ministeries waar de staatsadministratie werd gecentraliseerd. Na de Burgeroorlog hervatte het Franquistische regime de werken. Tijdens de dictatuur werd de laan eerst de Avenida de la Unión Proletaria genoemd, in 1946 werd het de "Avenida del Generalísimo". In 1949 bleef het stuk ten noorden van het kruispunt met de Calle de Raimundo Fernández Villaverde en tot het kruispunt met de Calle de Joaquín Costa deze naam behouden, maar het zuidelijker deel werd terug de Paseo de la Castellana. In 1980, na de terugkeer van de democratie, stemde de gemeenteraad van Madrid voor het hernoemen van straten in de hele hoofdstad, waarbij de straatnamen van vóór de Tweede Republiek in eer werden hersteld. deze maatregelen, aangenomen met de stemmen van de PSOE- en PCE-gemeenteraadsleden, werden tegengewerkt door de UCD-raadsleden.
Het zuidelijke eindpunt van La Castellana is de Plaza de Colón, zo'n anderhalve kilometer ten noordoosten van de Puerta del Sol. Aan de Plaza de Colón loopt La Castellana zuidwaarts verder door als de Paseo de Recoletos. Het noordelijke eindpunt is de Nudo Norte (noordelijke knoop), de aansluiting van de laan met een verkeerswisselaar op de M-30, de eerste van de Madrileense ringwegen. Op dit traject wordt de laan onderbroken door de rondpunten (van zuid naar noord) Plaza de Emilio Castelar, Plaza de Gregorio Marañón, Plaza San Juan de la Cruz, passeert het de grotere pleinen Plaza de Lima, Plaza de Cuzco en de Plaza de Castilla. Op het laatste plein kan doorgaand verkeer in een tunnel onder het plein doorrijden en kan plaatselijk verkeer over het rondpunt. Op meerdere andere plaatsen wordt de laan overbrugd door dwarswegen.
Bij de indeling in districten van de stad, werd de Paseo de la Castellana veelvuldig gebruikt als de scheidingslijn tussen de districten.  Zo liggen (van zuid naar noord) ten westen van de laan de districten Chamberí (en dan specifiek de wijken Almagro en Ríos Rosas), Tetuán (met de wijken Cuatro Caminos, Castillejos en Almenara) en Fuencarral-El Pardo (de wijk La Paz) en liggen de districten Salamanca (met de wijken Recoletos en Castellana) en Chamartín (met de wijken El Viso, Hispanoamérica, Nueva España en Castilla) ten oosten van La Castellana.

## Bouwwerken
Het noordelijk deel van La Castellana heeft enkele van de meest opvallende landmarks van de stad, die ook door hun hoogte en vormgeving bepalend zijn geworden voor het stadsbeeld. Centraal op de Plaza de Castilla werd in 2009 de 92 meter hoge Obelisco de la Caja, ook bekend als de Obelisco de Calatrava, naar zijn ontwerper Santiago Calatrava geplaatst, direct aansluitend op en ten noorden van het plein bevindt zich sinds 1996 het complex Puerta de Europa met de Torres KIO.  Een kilometer noordelijker en bij het noordelijk einde, ligt direct ten westen van de laan de zakenwijk Área de negocios de Cuatro Torres, opgebouwd met eerst vier, later vijf kantoortorens. De vier eerste torens, opgeleverd tussen 2005 en 2009, zijn de vier hoogste bouwwerken van Spanje, de in 2020 toegevoegde toren moet nog twee andere bouwwerken voorlaten, en was in 2021 het op zes na hoogste gebouw van Spanje. De hoogte van de torens zijn 250 meter voor de Torre Cepsa, 249 meter voor de Torre de Cristal, 236 meter voor de Torre PwC, 224 meter voor de Torre Emperador Castellana en 181 meter voor de Caleido, afgewerkt in 2020 en ook gekend als de Quinta Torre.
In het oudere, zuidelijk deel van de laan vindt men onder meer de hoogbouw van het Instituto Nacional de Estadística, het Estadio Santiago Bernabéu, in 1947 afgewerkt op het perceel land gelegen direct tussen La Castellana en het in 1923 geopende en nadien afgebroken Estadio Chamartín, het financieel zakencentrum AZCA met een tiental wolkenkrabbers, gepland in 1946 als het Asociación Mixta de Compensación de la Manzana A de la Zona Comercial de la Avenida del Generalísimo. de overheidsadministratie in de Nuevos Ministerios, het Museo Nacional de Ciencias Naturales en bij een van de stadsviaducten die de laan overkruisen het Museo de Escultura al Aire Libre.

## Verkeer
Op de brede laan, op de smalste delen tussen de 85 en 95 meter van gevel tot gevel zijn over de totale lengte van 6,3 km meestal vier rijbanen aangelegd, met in totaal tien tot veertien rijstroken, als middenberm van elkaar gescheiden of omzoomd door groene stroken met parkeerplaatsen, fietspaden, wandelwegen, bomen, planten en grasvelden. Langs beide zijden liggen brede trottoirs. Hierbij zijn de twee middenste rijbanen voor het doorgaand verkeer en de twee buitenste rijbanen voor het plaatselijk verkeer. Daarbij is parkeren langs de trottoirband over bijna de hele lengte bij de ventwegen toegestaan.
De laan wordt bediend door vele buslijnen. De belangrijkste hierbij, die grotere delen van het hele traject bedienen zijn de lijnen 27 en 147.
Onder of vlak naast een belangrijk deel van de Paseo de La Castellana ligt een metrotunnel, die met vijf stations op de laan bediend wordt door Lijn 10 van de metro van Madrid. Het gaat om de stations (van zuid naar noord) Gregorio Marañón, Nuevos Ministerios, Santiago Bernabéu, Cuzco en Plaza de Castilla. De lijn draait dan oostwaarts af naar het Chamartín om vervolgens bij het centrum Cuatro Torres de laan terug te dwarsen, waar het metrostation Begoña is gelegen. Zuidelijker van deze metro-as, wordt La Castellana nog tweemaal gedwarst, telkens met een metrostation op het kruispunt, door lijn 5 met het station Rubén Darío en, helemaal op het zuidelijk eindpunt door lijn 4 met het station Colón.
Ook de drie noord-zuid spoortunnels van de Spaanse spoorwegen, geopend in respectievelijk 1967, 2008 en 2022, die het Estación de Chamartín verbinden met het Estación de Atocha liggen grotendeels onder of soms vlak naast de laan, evenals onder de twee zuidelijkere delen van de verkeersas, de Paseo de Recoletos en de Paseo del Prado. De spoorlijnen van het regionaal verkeer van Cercanías Madrid die van de tunnels gebruik maken bedienen ook het station Nuevos Ministerios, een multimodaal knooppunt dat niet enkel een metrostation is maar ook een stopplaats voor de lijnen van het voorstadsverkeer.

## Galerij

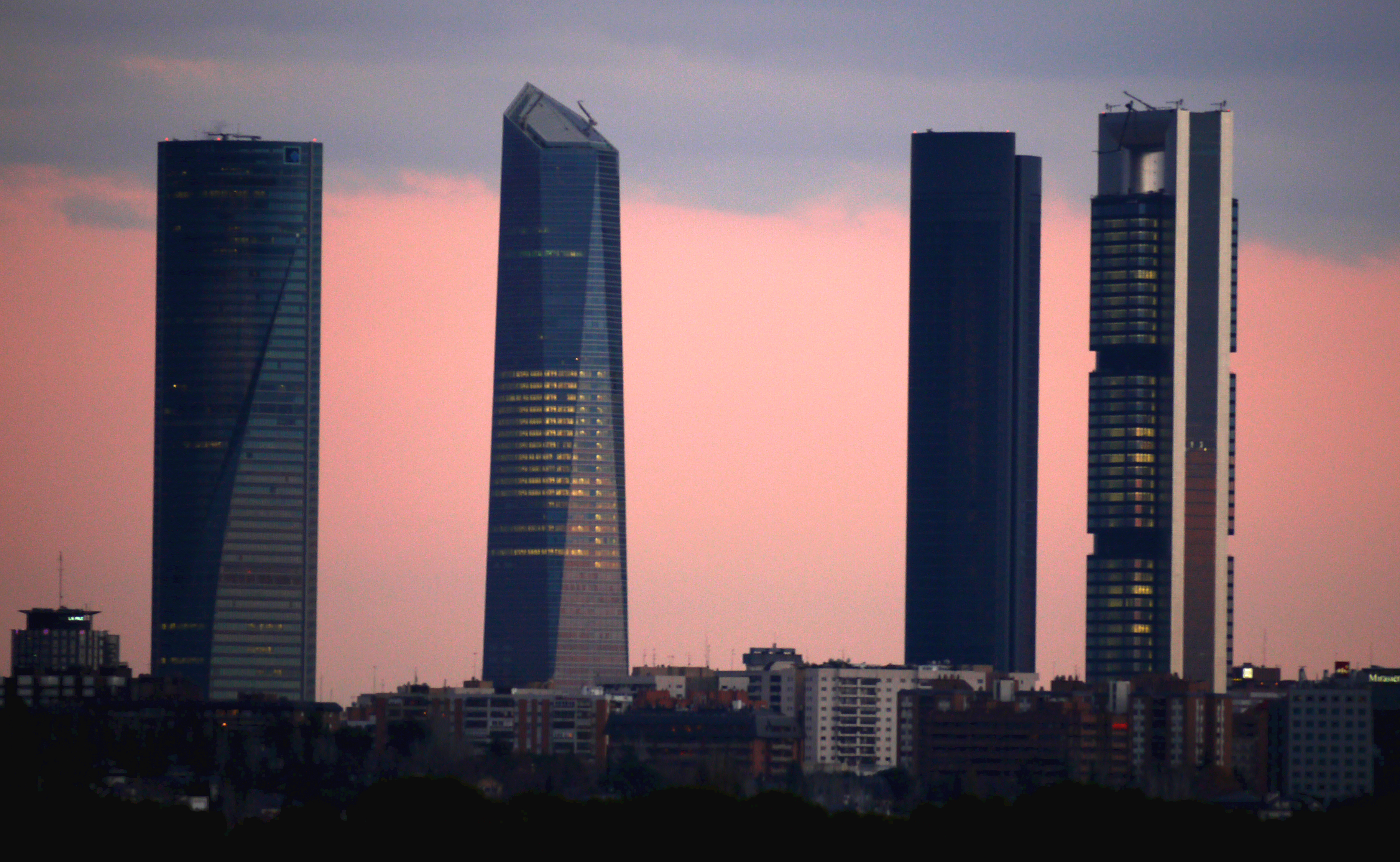
Área de negocios de Cuatro Torres langs La Castellana (CTBA Cuatro Torres Business Area)
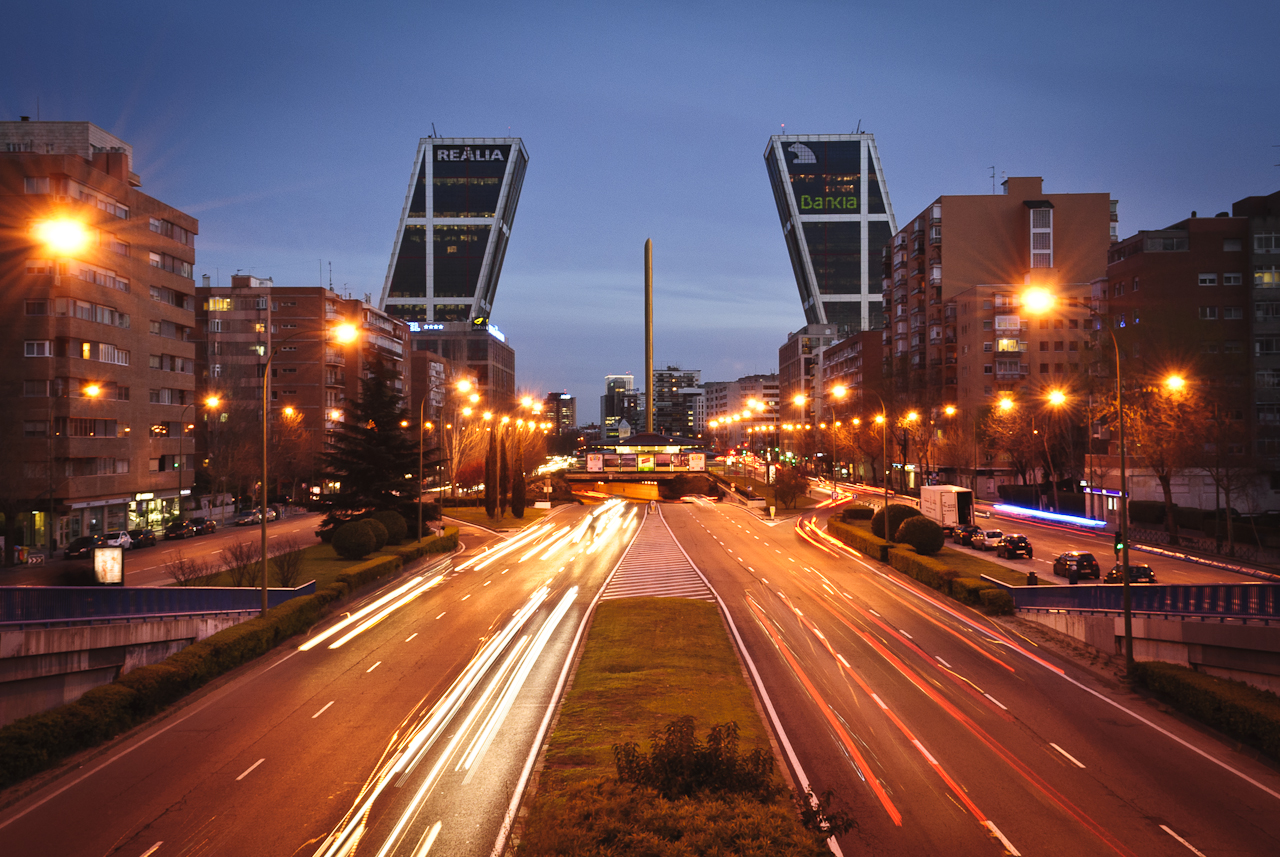
de Paseo de la Castellana, de Torres KIO, de Plaza de Castilla  met de Obelisco de la Caja
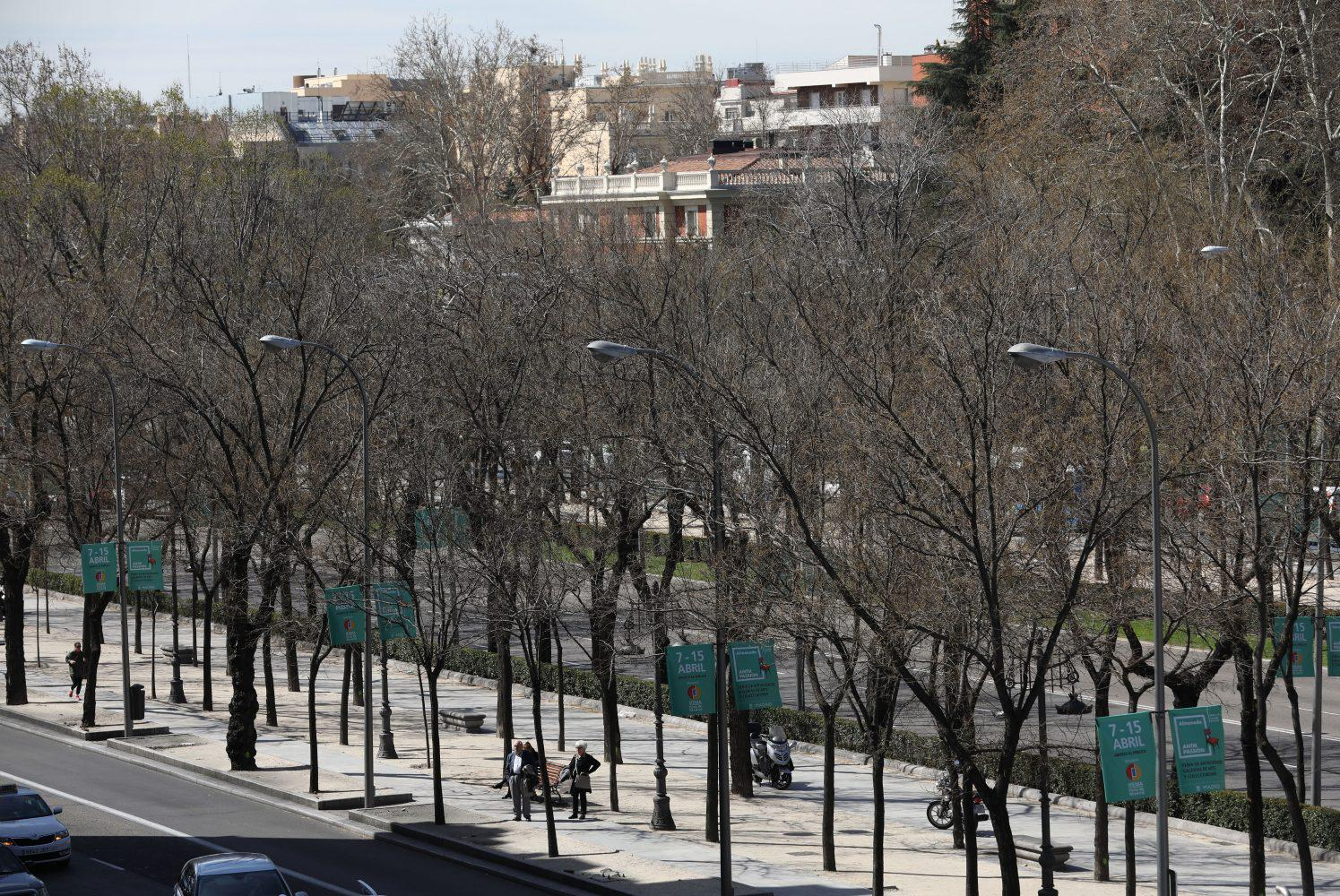
La Castellana in de sneeuw
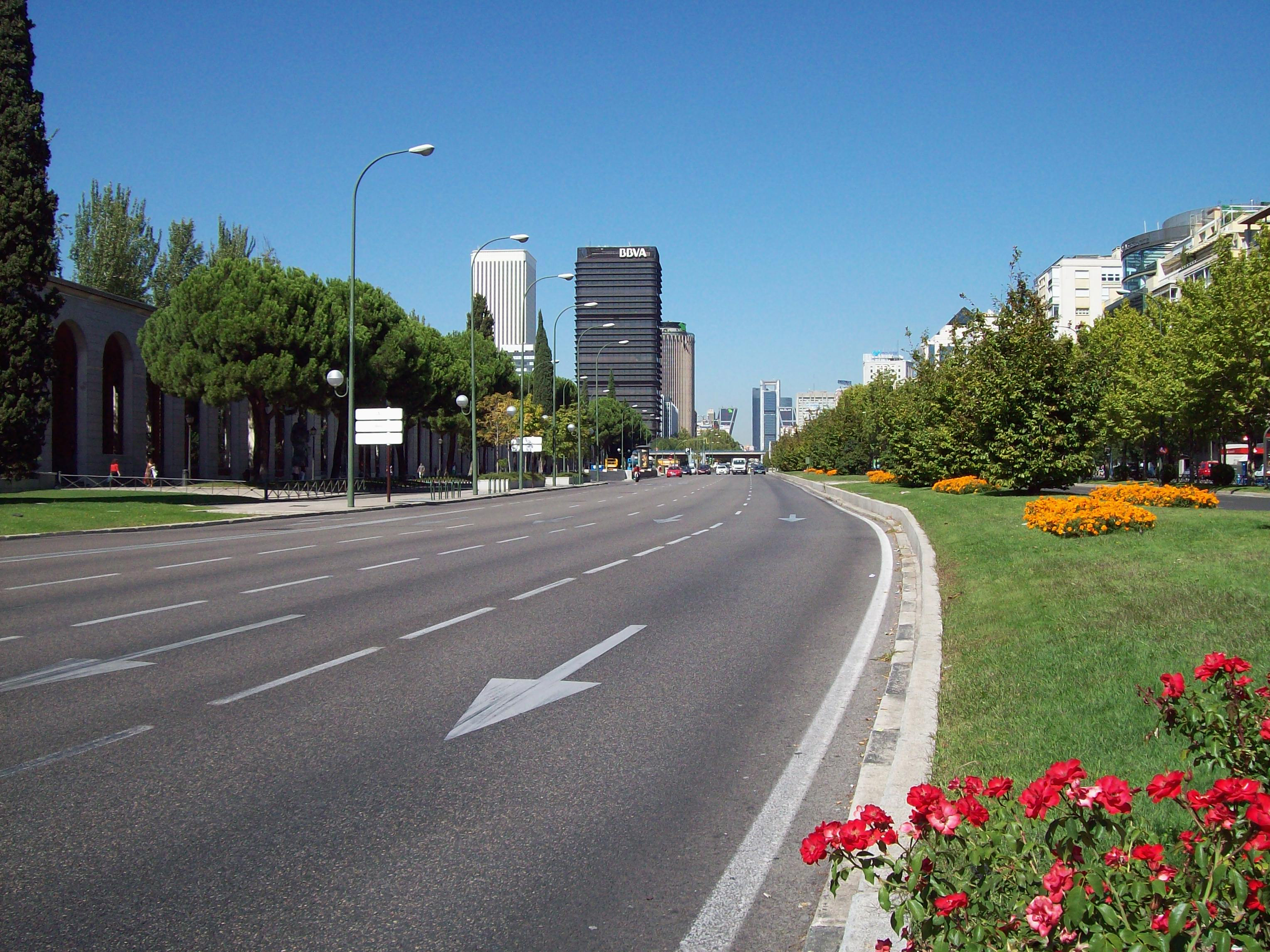
Rijbanen en middenbermen
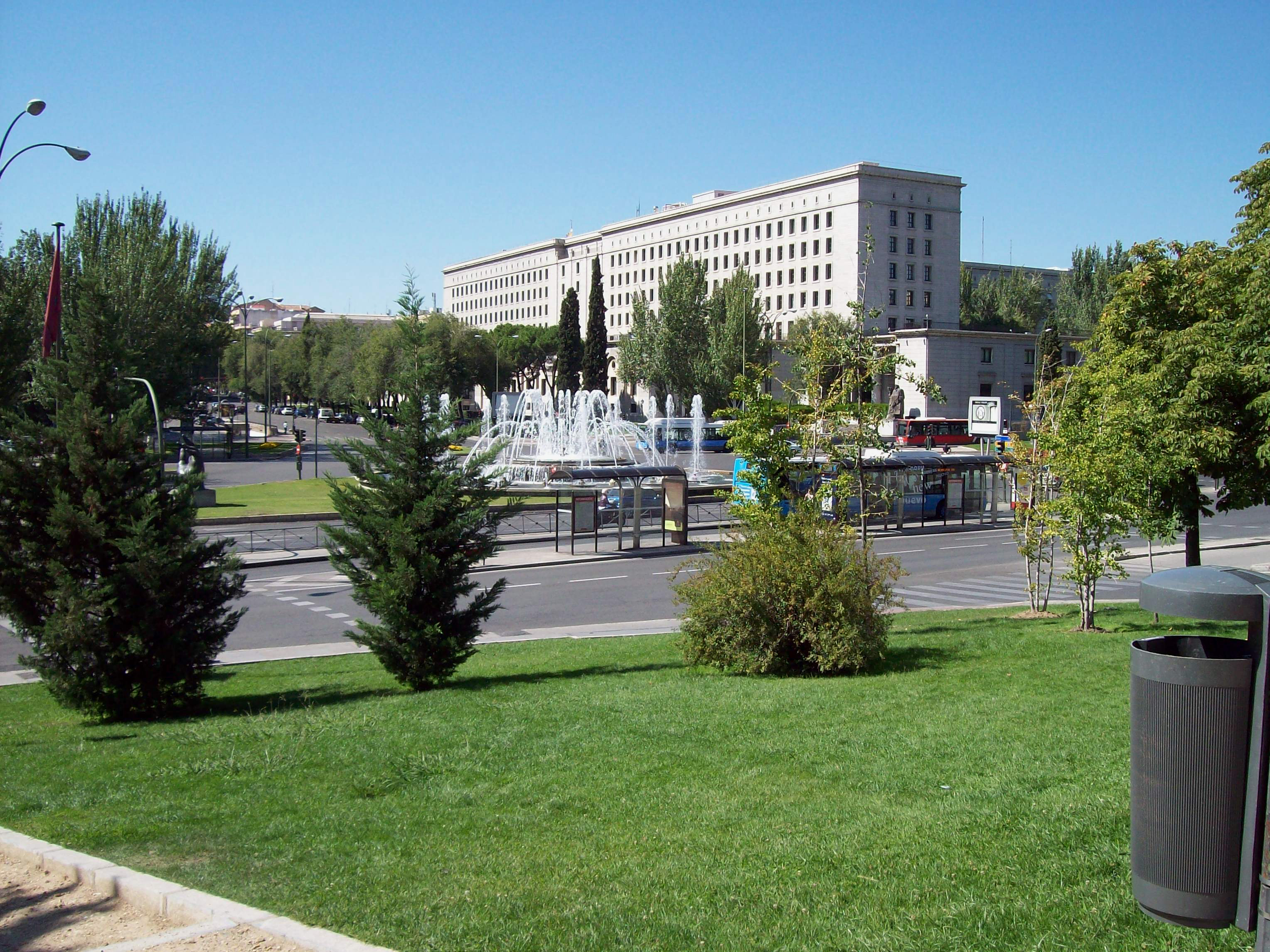
Afwisseling van rijbanen en groen, Nuevos Ministerios op achtergrond